# Estrilda thomensis
La estrilda cenicienta (Estrilda thomensis) es una especie de ave paseriforme de la familia Estrildidae endémica de las regiones secas de Angola y Namibia.

## Distribución y hábitat
Se encuentra en las regiones costeras del suroeste de Angola (provincias de Namibe, Huíla y Huambo) y extremo noroccidental de Namibia. Se extima una distribución total de unos 95.700 km².
La estrilda cenicienta se encuentra en las zonas de matorral seco y sabanas de entre 200 y 500 metros de altitud.